# 滇西鬼灯檠
滇西鬼灯檠（学名：Rodgersia aesculifolia var. henricii）为虎耳草科鬼灯檠属下的一个变种。